# OpenOffice.org2GoogleDocs
O OpenOffice.org2GoogleDocs é uma extensão criada para o OpenOffice.org que permite enviar, atualizar e adquirir arquivos a partir de uma conta no Google Docs, trabalhando também com contas no Zoho e no WebDAV, embora de maneira mais restritiva. A extensão pode ser instalada tanto no OpenOffice.org quanto no LibreOffice e na sua versão brasileira, o BrOffice, e está disponível somente em inglês. Para utilizá-la, é necessário um Java Runtime Environment instalado.